# Interlands Noors voetbalelftal 2020-2029
Deze pagina toont een chronologisch en gedetailleerd overzicht van de interlands die het Noors voetbalelftal speelt en heeft gespeeld in de periode 2020 – 2029.

## Interlands

### 2020
|                                                                                     |                          |       |                                             |                                                                                |
| 4 september UEFA Nations League Groep B1 № 850 «onderlinge duels» 20:45 uur (UTC+2) | Noorwegen                | 1 – 2 | Oostenrijk                                  | Ullevaalstadion, Oslo Toeschouwers: 0 Scheidsrechter: Mattias Gestranius (FIN) |
| 4 september UEFA Nations League Groep B1 № 850 «onderlinge duels» 20:45 uur (UTC+2) | Erling Braut Haaland 66' |       | 35' Michael Gregoritsch 54' Marcel Sabitzer | Ullevaalstadion, Oslo Toeschouwers: 0 Scheidsrechter: Mattias Gestranius (FIN) |

|                                                                                     |                   |       | |                                                                                |
| 7 september UEFA Nations League Groep B1 № 851 «onderlinge duels» 19:45 uur (UTC+1) | Noord-Ierland     | 1 – 5 | Noorwegen | Windsor Park, Belfast Toeschouwers: 0 Scheidsrechter: Bartosz Frankowski (POL) |
| 7 september UEFA Nations League Groep B1 № 851 «onderlinge duels» 19:45 uur (UTC+1) | Patrick McNair 6' |       | 2' Mohamed Elyounoussi 7' Erling Braut Haaland 19' Alexander Sørloth 47' Alexander Sørloth 58' Erling Braut Haaland | Windsor Park, Belfast Toeschouwers: 0 Scheidsrechter: Bartosz Frankowski (POL) |

|                                                                                |                     |              |                                                          |                                                                              |
| 8 oktober EK-kwalificatie Play-offs № 852 «onderlinge duels» 20:45 uur (UTC+2) | Noorwegen           | 1 – 2 (n.v.) | Servië                                                   | Ullevaalstadion, Oslo Toeschouwers: 200 Scheidsrechter: Daniele Orsato (ITA) |
| 8 oktober EK-kwalificatie Play-offs № 852 «onderlinge duels» 20:45 uur (UTC+2) | Mathias Normann 88' |              | 82' Sergej Milinković-Savić 102' Sergej Milinković-Savić | Ullevaalstadion, Oslo Toeschouwers: 200 Scheidsrechter: Daniele Orsato (ITA) |

|                                                                                    |                                                                                                  |       |          |                                                                             |
| 11 oktober UEFA Nations League Groep B1 № 853 «onderlinge duels» 18:00 uur (UTC+2) | Noorwegen                                                                                        | 4 – 0 | Roemenië | Ullevaalstadion, Oslo Toeschouwers: 200 Scheidsrechter: Ivan Kružliak (SVK) |
| 11 oktober UEFA Nations League Groep B1 № 853 «onderlinge duels» 18:00 uur (UTC+2) | Erling Braut Haaland 13' Alexander Sørloth 39' Erling Braut Haaland 64' Erling Braut Haaland 74' |       |          | Ullevaalstadion, Oslo Toeschouwers: 200 Scheidsrechter: Ivan Kružliak (SVK) |

|                                                                                    |                          |       |               |                                                                             |
| 14 oktober UEFA Nations League Groep B1 № 854 «onderlinge duels» 20:45 uur (UTC+2) | Noorwegen                | 1 – 0 | Noord-Ierland | Ullevaalstadion, Oslo Toeschouwers: 200 Scheidsrechter: Kristo Tohver (EST) |
| 14 oktober UEFA Nations League Groep B1 № 854 «onderlinge duels» 20:45 uur (UTC+2) | Stuart Dallas 68' (e.d.) |       |               | Ullevaalstadion, Oslo Toeschouwers: 200 Scheidsrechter: Kristo Tohver (EST) |

|                                                                                   |          |                  |           |                                                                |
| 15 november UEFA Nations League Groep B1 № - «onderlinge duels» 21:45 uur (UTC+2) | Roemenië | 3 – 0 r Afgelast | Noorwegen | Arena Națională, Boekarest Scheidsrechter: Ali Palabıyık (TUR) |
| 15 november UEFA Nations League Groep B1 № - «onderlinge duels» 21:45 uur (UTC+2) |          |                  |           | Arena Națională, Boekarest Scheidsrechter: Ali Palabıyık (TUR) |

|                                                                                     |                    |       |                  |                                                                                 |
| 18 november UEFA Nations League Groep B1 № 855 «onderlinge duels» 20:45 uur (UTC+1) | Oostenrijk         | 1 – 1 | Noorwegen        | Ernst Happelstadion, Wenen Toeschouwers: 0 Scheidsrechter: Benoît Bastien (FRA) |
| 18 november UEFA Nations League Groep B1 № 855 «onderlinge duels» 20:45 uur (UTC+1) | Adrian Grbić 90+4' |       | 68' Ghayas Zahid | Ernst Happelstadion, Wenen Toeschouwers: 0 Scheidsrechter: Benoît Bastien (FRA) |

### 2021
|                                                                             |           |                                                                  |           |                                                                               |
| 24 maart WK-kwalificatie Groep G № 856 «onderlinge duels» 20:45 uur (UTC+1) | Gibraltar | 0 – 3                                                            | Noorwegen | Victoriastadion, Gibraltar Toeschouwers: 0 Scheidsrechter: Duje Strukan (CRO) |
| 24 maart WK-kwalificatie Groep G № 856 «onderlinge duels» 20:45 uur (UTC+1) |           | 43' Alexander Sørloth 45' Kristian Thorstvedt 57' Jonas Svensson |           | Victoriastadion, Gibraltar Toeschouwers: 0 Scheidsrechter: Duje Strukan (CRO) |

|                                                                             |           |                                                 |         |                                                                                       |
| 27 maart WK-kwalificatie Groep G № 857 «onderlinge duels» 18:00 uur (UTC+1) | Noorwegen | 0 – 3                                           | Turkije | Estadio La Rosaleda, Málaga Toeschouwers: 0 Scheidsrechter: Alejandro Hernández (ESP) |
| 27 maart WK-kwalificatie Groep G № 857 «onderlinge duels» 18:00 uur (UTC+1) |           | 4' Ozan Tufan 28' Çağlar Söyüncü 59' Ozan Tufan |         | Estadio La Rosaleda, Málaga Toeschouwers: 0 Scheidsrechter: Alejandro Hernández (ESP) |

|                                                                             |            |                       |           |                                                                                    |
| 30 maart WK-kwalificatie Groep G № 858 «onderlinge duels» 20:45 uur (UTC+2) | Montenegro | 0 – 1                 | Noorwegen | Pod Goricomstadion, Podgorica Toeschouwers: 0 Scheidsrechter: Anthony Taylor (ENG) |
| 30 maart WK-kwalificatie Groep G № 858 «onderlinge duels» 20:45 uur (UTC+2) |            | 35' Alexander Sørloth |           | Pod Goricomstadion, Podgorica Toeschouwers: 0 Scheidsrechter: Anthony Taylor (ENG) |

|                                                                     |                            |       |           |                                                                                       |
| 2 juni Vriendschappelijk № 859 «onderlinge duels» 19:00 uur (UTC+2) | Noorwegen                  | 1 – 0 | Luxemburg | Estadio La Rosaleda, Málaga Toeschouwers: 0 Scheidsrechter: Kristoffer Karlsson (SWE) |
| 2 juni Vriendschappelijk № 859 «onderlinge duels» 19:00 uur (UTC+2) | Erling Braut Haaland 90+2' |       |           | Estadio La Rosaleda, Málaga Toeschouwers: 0 Scheidsrechter: Kristoffer Karlsson (SWE) |

|                                                                     |                       |       |                                              |                                                                                |
| 6 juni Vriendschappelijk № 860 «onderlinge duels» 19:00 uur (UTC+2) | Noorwegen             | 1 – 2 | Griekenland                                  | Estadio La Rosaleda, Málaga Toeschouwers: 0 Scheidsrechter: Jakob Kehlet (DEN) |
| 6 juni Vriendschappelijk № 860 «onderlinge duels» 19:00 uur (UTC+2) | Stefan Strandberg 64' |       | 13' Giorgos Masouras 21' Thanasis Androutsos | Estadio La Rosaleda, Málaga Toeschouwers: 0 Scheidsrechter: Jakob Kehlet (DEN) |

|                                                                                |                          |       |                   | |
| 1 september WK-kwalificatie Groep G № 861 «onderlinge duels» 20:45 uur (UTC+2) | Noorwegen                | 1 – 1 | Nederland         | Ullevaalstadion, Oslo Toeschouwers: 6.711 Scheidsrechter: Szymon Marciniak (POL) Video-assistent: Paweł Gil (POL) |
| 1 september WK-kwalificatie Groep G № 861 «onderlinge duels» 20:45 uur (UTC+2) | Erling Braut Haaland 20' |       | 36' Davy Klaassen | Ullevaalstadion, Oslo Toeschouwers: 6.711 Scheidsrechter: Szymon Marciniak (POL) Video-assistent: Paweł Gil (POL) |

|                                                                                |         |                                                         |           | |
| 4 september WK-kwalificatie Groep G № 862 «onderlinge duels» 19:00 uur (UTC+3) | Letland | 0 – 2                                                   | Noorwegen | Daugavastadion, Riga Toeschouwers: 2.520 Scheidsrechter: David Fuxman (ISR) Video-assistent: Orel Grinfeeld (ISR) |
| 4 september WK-kwalificatie Groep G № 862 «onderlinge duels» 19:00 uur (UTC+3) |         | 20' (pen.) Erling Braut Haaland 66' Mohamed Elyounoussi |           | Daugavastadion, Riga Toeschouwers: 2.520 Scheidsrechter: David Fuxman (ISR) Video-assistent: Orel Grinfeeld (ISR) |

|                                                                                | |       |                  | |
| 7 september WK-kwalificatie Groep G № 863 «onderlinge duels» 20:45 uur (UTC+2) | Noorwegen | 5 – 1 | Gibraltar        | Ullevaalstadion, Oslo Toeschouwers: 9.442 Scheidsrechter: Nikolas Neokleous (CYP) Video-assistent: Vasilis Dimitriou (CYP) |
| 7 september WK-kwalificatie Groep G № 863 «onderlinge duels» 20:45 uur (UTC+2) | Kristian Thorstvedt 23' Erling Braut Haaland 27' Erling Braut Haaland 39' Alexander Sørloth 59' Erling Braut Haaland 90+1' |       | 43' Reece Styche | Ullevaalstadion, Oslo Toeschouwers: 9.442 Scheidsrechter: Nikolas Neokleous (CYP) Video-assistent: Vasilis Dimitriou (CYP) |

|                                                                              |                     |       |                         | |
| 8 oktober WK-kwalificatie Groep G № 864 «onderlinge duels» 21:45 uur (UTC+3) | Turkije             | 1 – 1 | Noorwegen               | Şükrü Saracoğlustadion, Istanboel Toeschouwers: 21.408 Scheidsrechter: Felix Brych (GER) Video-assistent: Marco Fritz (GER) |
| 8 oktober WK-kwalificatie Groep G № 864 «onderlinge duels» 21:45 uur (UTC+3) | Kerem Aktürkoğlu 6' |       | 41' Kristian Thorstvedt | Şükrü Saracoğlustadion, Istanboel Toeschouwers: 21.408 Scheidsrechter: Felix Brych (GER) Video-assistent: Marco Fritz (GER) |

|                                                                               |                                                   |       |            | |
| 11 oktober WK-kwalificatie Groep G № 865 «onderlinge duels» 20:45 uur (UTC+2) | Noorwegen                                         | 2 – 0 | Montenegro | Ullevaalstadion, Oslo Toeschouwers: 24.058 Scheidsrechter: István Kovács (ROU) Video-assistent: Massimiliano Irrati (ITA) |
| 11 oktober WK-kwalificatie Groep G № 865 «onderlinge duels» 20:45 uur (UTC+2) | Mohamed Elyounoussi 29' Mohamed Elyounoussi 90+6' |       |            | Ullevaalstadion, Oslo Toeschouwers: 24.058 Scheidsrechter: István Kovács (ROU) Video-assistent: Massimiliano Irrati (ITA) |

|                                                                                |           |       |         | |
| 13 november WK-kwalificatie Groep G № 866 «onderlinge duels» 18:00 uur (UTC+1) | Noorwegen | 0 – 0 | Letland | Ullevaalstadion, Oslo Toeschouwers: 24.376 Scheidsrechter: Lawrence Visser (BEL) Video-assistent: Erik Lambrechts (BEL) |
| 13 november WK-kwalificatie Groep G № 866 «onderlinge duels» 18:00 uur (UTC+1) |           |       |         | Ullevaalstadion, Oslo Toeschouwers: 24.376 Scheidsrechter: Lawrence Visser (BEL) Video-assistent: Erik Lambrechts (BEL) |

|                                                                                |                                         |       |           | |
| 16 november WK-kwalificatie Groep G № 867 «onderlinge duels» 20:45 uur (UTC+1) | Nederland                               | 2 – 0 | Noorwegen | Stadion Feijenoord, Rotterdam Toeschouwers: 0 Scheidsrechter: Clément Turpin (FRA) Video-assistent: François Letexier (FRA) |
| 16 november WK-kwalificatie Groep G № 867 «onderlinge duels» 20:45 uur (UTC+1) | Steven Bergwijn 84' Memphis Depay 90+1' |       |           | Stadion Feijenoord, Rotterdam Toeschouwers: 0 Scheidsrechter: Clément Turpin (FRA) Video-assistent: François Letexier (FRA) |

### 2022
|                                                                       |                                              |       |           |                                                                                     |
| 25 maart Vriendschappelijk № 868 «onderlinge duels» 18:00 uur (UTC+1) | Noorwegen                                    | 2 – 0 | Slowakije | Ullevaalstadion, Oslo Toeschouwers: 11.048 Scheidsrechter: Mattias Gestranius (FIN) |
| 25 maart Vriendschappelijk № 868 «onderlinge duels» 18:00 uur (UTC+1) | Erling Braut Haaland 77' Martin Ødegaard 80' |       |           | Ullevaalstadion, Oslo Toeschouwers: 11.048 Scheidsrechter: Mattias Gestranius (FIN) |

|                                                                       | |       |         |                                                                                               |
| 29 maart Vriendschappelijk № 869 «onderlinge duels» 19:00 uur (UTC+2) | Noorwegen | 9 – 0 | Armenië | Ullevaalstadion, Oslo Toeschouwers: 9.032 Scheidsrechter: Mads-Kristoffer Kristoffersen (DEN) |
| 29 maart Vriendschappelijk № 869 «onderlinge duels» 19:00 uur (UTC+2) | Erling Braut Haaland 24' Joshua King 29' (pen.) Joshua King 34' Erling Braut Haaland 45+1' Kristian Thorstvedt 50' Joshua King 59' Mats Møller Dæhli 80' Alexander Sørloth 86' Alexander Sørloth 90+1' |       |         | Ullevaalstadion, Oslo Toeschouwers: 9.032 Scheidsrechter: Mads-Kristoffer Kristoffersen (DEN) |

|                                                                                |        |                          |           | |
| 2 juni UEFA Nations League Groep B4 № 870 «onderlinge duels» 20:45 uur (UTC+2) | Servië | 0 – 1                    | Noorwegen | Rode Sterstadion, Belgrado Toeschouwers: 9.726 Scheidsrechter: Paweł Raczkowski (POL) Video-assistent: Tomasz Kwiatkowski (POL) |
| 2 juni UEFA Nations League Groep B4 № 870 «onderlinge duels» 20:45 uur (UTC+2) |        | 26' Erling Braut Haaland |           | Rode Sterstadion, Belgrado Toeschouwers: 9.726 Scheidsrechter: Paweł Raczkowski (POL) Video-assistent: Tomasz Kwiatkowski (POL) |

|                                                                                |                      |       |                                                          | |
| 5 juni UEFA Nations League Groep B4 № 871 «onderlinge duels» 20:45 uur (UTC+2) | Zweden               | 1 – 2 | Noorwegen                                                | Friends Arena, Solna Toeschouwers: 42.320 Scheidsrechter: Anthony Taylor (ENG) Video-assistent: Stuart Attwell (ENG) |
| 5 juni UEFA Nations League Groep B4 № 871 «onderlinge duels» 20:45 uur (UTC+2) | Anthony Elanga 90+2' |       | 20' (pen.) Erling Braut Haaland 69' Erling Braut Haaland | Friends Arena, Solna Toeschouwers: 42.320 Scheidsrechter: Anthony Taylor (ENG) Video-assistent: Stuart Attwell (ENG) |

|                                                                                |           |       |          | |
| 9 juni UEFA Nations League Groep B4 № 872 «onderlinge duels» 20:45 uur (UTC+2) | Noorwegen | 0 – 0 | Slovenië | Ullevaalstadion, Oslo Toeschouwers: 18.134 Scheidsrechter: Fábio Veríssimo (POR) Video-assistent: Artur Soares Dias (POR) |
| 9 juni UEFA Nations League Groep B4 № 872 «onderlinge duels» 20:45 uur (UTC+2) |           |       |          | Ullevaalstadion, Oslo Toeschouwers: 18.134 Scheidsrechter: Fábio Veríssimo (POR) Video-assistent: Artur Soares Dias (POR) |

|                                                                                 |                                                                                |       |                                         | |
| 12 juni UEFA Nations League Groep B4 № 873 «onderlinge duels» 18:00 uur (UTC+2) | Noorwegen                                                                      | 3 – 2 | Zweden                                  | Ullevaalstadion, Oslo Toeschouwers: 24.273 Scheidsrechter: Harm Osmers (GER) Video-assistent: Bastian Dankert (GER) |
| 12 juni UEFA Nations League Groep B4 № 873 «onderlinge duels» 18:00 uur (UTC+2) | Erling Braut Haaland 11' Erling Braut Haaland 54' (pen.) Alexander Sørloth 77' |       | 62' Emil Forsberg 90+5' Viktor Gyökeres | Ullevaalstadion, Oslo Toeschouwers: 24.273 Scheidsrechter: Harm Osmers (GER) Video-assistent: Bastian Dankert (GER) |

|                                                                                      |                                      |       |                          | |
| 24 september UEFA Nations League Groep B4 № 874 «onderlinge duels» 18:00 uur (UTC+2) | Slovenië                             | 2 – 1 | Noorwegen                | Stožicestadion, Ljubljana Toeschouwers: 14.824 Scheidsrechter: Lawrence Visser (BEL) Video-assistent: Bram Van Driessche (BEL) |
| 24 september UEFA Nations League Groep B4 № 874 «onderlinge duels» 18:00 uur (UTC+2) | Andraž Šporar 69' Benjamin Šeško 81' |       | 47' Erling Braut Haaland | Stožicestadion, Ljubljana Toeschouwers: 14.824 Scheidsrechter: Lawrence Visser (BEL) Video-assistent: Bram Van Driessche (BEL) |

|                                                                                      |           |                                            |        | |
| 27 september UEFA Nations League Groep B4 № 875 «onderlinge duels» 20:45 uur (UTC+2) | Noorwegen | 0 – 2                                      | Servië | Ullevaalstadion, Oslo Toeschouwers: 24.364 Scheidsrechter: Antonio Mateu Lahoz (ESP) Video-assistent: Alejandro Hernández (ESP) |
| 27 september UEFA Nations League Groep B4 № 875 «onderlinge duels» 20:45 uur (UTC+2) |           | 42' Dušan Vlahović 54' Aleksandar Mitrović |        | Ullevaalstadion, Oslo Toeschouwers: 24.364 Scheidsrechter: Antonio Mateu Lahoz (ESP) Video-assistent: Alejandro Hernández (ESP) |

|                                                                        |                 |       |                                     |                                                                                 |
| 17 november Vriendschappelijk № 876 «onderlinge duels» 19:45 uur (UTC) | Ierland         | 1 – 2 | Noorwegen                           | Avivastadion, Dublin Toeschouwers: 41.120 Scheidsrechter: Allard Lindhout (NED) |
| 17 november Vriendschappelijk № 876 «onderlinge duels» 19:45 uur (UTC) | Alan Browne 69' |       | 41' Leo Østigård 85' Ohi Omoijuanfo | Avivastadion, Dublin Toeschouwers: 41.120 Scheidsrechter: Allard Lindhout (NED) |

|                                                                          |                       |       |                      |                                                                               |
| 20 november Vriendschappelijk № 877 «onderlinge duels» 14:00 uur (UTC+1) | Noorwegen             | 1 – 1 | Finland              | Ullevaalstadion, Oslo Toeschouwers: 13.347 Scheidsrechter: Morten Krogh (DEN) |
| 20 november Vriendschappelijk № 877 «onderlinge duels» 14:00 uur (UTC+1) | Alexander Sørloth 46' |       | 32' Benjamin Källman | Ullevaalstadion, Oslo Toeschouwers: 13.347 Scheidsrechter: Morten Krogh (DEN) |

### 2023
|                                                                             |                                     |       |           | |
| 25 maart EK-kwalificatie Groep A № 878 «onderlinge duels» 20:45 uur (UTC+1) | Spanje                              | 3 – 0 | Noorwegen | Estadio La Rosaleda, Málaga Toeschouwers: 33.580 Scheidsrechter: Benoît Bastien (FRA) Video-assistent: Benoît Millot (FRA) |
| 25 maart EK-kwalificatie Groep A № 878 «onderlinge duels» 20:45 uur (UTC+1) | Dani Olmo 13' Joselu 84' Joselu 85' |       |           | Estadio La Rosaleda, Málaga Toeschouwers: 33.580 Scheidsrechter: Benoît Bastien (FRA) Video-assistent: Benoît Millot (FRA) |

|                                                                             |                        |       |                       | |
| 28 maart EK-kwalificatie Groep A № 879 «onderlinge duels» 20:00 uur (UTC+4) | Georgië                | 1 – 1 | Noorwegen             | Batoemistadion, Batoemi Toeschouwers: 20.300 Scheidsrechter: Andris Treimanis (LVA) Video-assistent: Stuart Attwell (ENG) |
| 28 maart EK-kwalificatie Groep A № 879 «onderlinge duels» 20:00 uur (UTC+4) | Georges Mikautadze 61' |       | 15' Alexander Sørloth | Batoemistadion, Batoemi Toeschouwers: 20.300 Scheidsrechter: Andris Treimanis (LVA) Video-assistent: Stuart Attwell (ENG) |

|                                                                            |                                 |       |                                   | |
| 17 juni EK-kwalificatie Groep A № 880 «onderlinge duels» 20:45 uur (UTC+2) | Noorwegen                       | 1 – 2 | Schotland                         | Ullevaalstadion, Oslo Toeschouwers: 25.791 Scheidsrechter: Matej Jug (SVN) Video-assistent: Nejc Kajtazović (SVN) |
| 17 juni EK-kwalificatie Groep A № 880 «onderlinge duels» 20:45 uur (UTC+2) | Erling Braut Haaland 61' (pen.) |       | 87' Lyndon Dykes 89' Kenny McLean | Ullevaalstadion, Oslo Toeschouwers: 25.791 Scheidsrechter: Matej Jug (SVN) Video-assistent: Nejc Kajtazović (SVN) |

|                                                                            |                                                                            |       |                         | |
| 20 juni EK-kwalificatie Groep A № 881 «onderlinge duels» 20:45 uur (UTC+2) | Noorwegen                                                                  | 3 – 1 | Cyprus                  | Ullevaalstadion, Oslo Toeschouwers: 23.643 Scheidsrechter: Aleksandar Stavrev (MKD) Video-assistent: Paolo Valeri (ITA) |
| 20 juni EK-kwalificatie Groep A № 881 «onderlinge duels» 20:45 uur (UTC+2) | Ola Solbakken 12' Erling Braut Haaland 56' (pen.) Erling Braut Haaland 60' |       | 90+3' Grigoris Kastanos | Ullevaalstadion, Oslo Toeschouwers: 23.643 Scheidsrechter: Aleksandar Stavrev (MKD) Video-assistent: Paolo Valeri (ITA) |

|                                                                          | |       |          |                                                                                      |
| 7 september Vriendschappelijk № 882 «onderlinge duels» 19:00 uur (UTC+2) | Noorwegen | 6 – 0 | Jordanië | Ullevaalstadion, Oslo Toeschouwers: 10.532 Scheidsrechter: Kristoffer Karlsson (SWE) |
| 7 september Vriendschappelijk № 882 «onderlinge duels» 19:00 uur (UTC+2) | Antonio Nusa 11' Kristoffer Ajer 23' Jørgen Strand Larsen 31' Fredrik Bjørkan 41' Bård Finne 80' Hugo Vetlesen 90+1' |       |          | Ullevaalstadion, Oslo Toeschouwers: 10.532 Scheidsrechter: Kristoffer Karlsson (SWE) |

|                                                                                 |                                              |       |                         | |
| 12 september EK-kwalificatie Groep A № 883 «onderlinge duels» 20:45 uur (UTC+2) | Noorwegen                                    | 2 – 1 | Georgië                 | Ullevaalstadion, Oslo Toeschouwers: 23.665 Scheidsrechter: Nikola Dabanović (MNE) Video-assistent: Nejc Kajtazović (SVN) |
| 12 september EK-kwalificatie Groep A № 883 «onderlinge duels» 20:45 uur (UTC+2) | Erling Braut Haaland 25' Martin Ødegaard 33' |       | 90+1' Boedoe Zivzivadze | Ullevaalstadion, Oslo Toeschouwers: 23.665 Scheidsrechter: Nikola Dabanović (MNE) Video-assistent: Nejc Kajtazović (SVN) |

|                                                                               |        |                                                                                             |           | |
| 12 oktober EK-kwalificatie Groep A № 884 «onderlinge duels» 21:45 uur (UTC+3) | Cyprus | 0 – 4                                                                                       | Noorwegen | AEK Arena - Georgios Karapatakis, Larnaca Toeschouwers: 7.206 Scheidsrechter: Donatas Rumšas (LTU) Video-assistent: Tiago Martins (POR) |
| 12 oktober EK-kwalificatie Groep A № 884 «onderlinge duels» 21:45 uur (UTC+3) |        | 33' Alexander Sørloth 65' Erling Braut Haaland 72' Erling Braut Haaland 81' Fredrik Aursnes |           | AEK Arena - Georgios Karapatakis, Larnaca Toeschouwers: 7.206 Scheidsrechter: Donatas Rumšas (LTU) Video-assistent: Tiago Martins (POR) |

|                                                                               |           |          |        | |
| 15 oktober EK-kwalificatie Groep A № 885 «onderlinge duels» 20:45 uur (UTC+2) | Noorwegen | 0 – 1    | Spanje | Ullevaalstadion, Oslo Toeschouwers: 25.885 Scheidsrechter: Tobias Stieler (GER) Video-assistent: Bastian Dankert (GER) |
| 15 oktober EK-kwalificatie Groep A № 885 «onderlinge duels» 20:45 uur (UTC+2) |           | 49' Gavi |        | Ullevaalstadion, Oslo Toeschouwers: 25.885 Scheidsrechter: Tobias Stieler (GER) Video-assistent: Bastian Dankert (GER) |

|                                                                          |                                        |       |         |                                                                                               |
| 16 november Vriendschappelijk № 886 «onderlinge duels» 18:00 uur (UTC+1) | Noorwegen                              | 2 – 0 | Faeröer | Ullevaalstadion, Oslo Toeschouwers: 11.071 Scheidsrechter: Vilhjálmur Alvar Þórarinsson (ISL) |
| 16 november Vriendschappelijk № 886 «onderlinge duels» 18:00 uur (UTC+1) | Jørgen Strand Larsen 3' Oscar Bobb 24' |       |         | Ullevaalstadion, Oslo Toeschouwers: 11.071 Scheidsrechter: Vilhjálmur Alvar Þórarinsson (ISL) |

|                                                                              |                                                                     |       |                                                                 | |
| 19 november EK-kwalificatie Groep A № 887 «onderlinge duels» 19:45 uur (UTC) | Schotland                                                           | 3 – 3 | Noorwegen                                                       | Hampden Park, Glasgow Toeschouwers: 48.138 Scheidsrechter: Horațiu Feșnic (ROU) Video-assistent: Mario Zebec (CRO) |
| 19 november EK-kwalificatie Groep A № 887 «onderlinge duels» 19:45 uur (UTC) | John McGinn 13' (pen.) Leo Østigård 33' (e.d.) Stuart Armstrong 59' |       | 3' Aron Dønnum 20' Jørgen Strand Larsen 80' Mohamed Elyounoussi | Hampden Park, Glasgow Toeschouwers: 48.138 Scheidsrechter: Horațiu Feșnic (ROU) Video-assistent: Mario Zebec (CRO) |

### 2024
|                                                                       |                |       |                                  | |
| 22 maart Vriendschappelijk № 888 «onderlinge duels» 18:00 uur (UTC+1) | Noorwegen      | 1 – 2 | Tsjechië                         | Ullevaalstadion, Oslo Toeschouwers: 11.891 Scheidsrechter: Willy Delajod (FRA) Video-assistent: Pierre Gaillouste (FRA) |
| 22 maart Vriendschappelijk № 888 «onderlinge duels» 18:00 uur (UTC+1) | Oscar Bobb 20' |       | 37' David Zima 85' Antonín Barák | Ullevaalstadion, Oslo Toeschouwers: 11.891 Scheidsrechter: Willy Delajod (FRA) Video-assistent: Pierre Gaillouste (FRA) |

|                                                                       |                       |       |                 | |
| 26 maart Vriendschappelijk № 889 «onderlinge duels» 19:00 uur (UTC+1) | Noorwegen             | 1 – 1 | Slowakije       | Ullevaalstadion, Oslo Toeschouwers: 9.099 Scheidsrechter: Giorgi Kroeasjvili (GEO) Video-assistent: Aleko Aptsiaoeri (GEO) |
| 26 maart Vriendschappelijk № 889 «onderlinge duels» 19:00 uur (UTC+1) | Alexander Sørloth 18' |       | 87' Ondrej Duda | Ullevaalstadion, Oslo Toeschouwers: 9.099 Scheidsrechter: Giorgi Kroeasjvili (GEO) Video-assistent: Aleko Aptsiaoeri (GEO) |

|                                                                     |                                                                            |       |        | |
| 5 juni Vriendschappelijk № 890 «onderlinge duels» 19:00 uur (UTC+2) | Noorwegen                                                                  | 3 – 0 | Kosovo | Ullevaalstadion, Oslo Toeschouwers: 19.634 Scheidsrechter: Mikkel Redder (DEN) Video-assistent: Jonas Hansen (DEN) |
| 5 juni Vriendschappelijk № 890 «onderlinge duels» 19:00 uur (UTC+2) | Erling Braut Haaland 15' Erling Braut Haaland 70' Erling Braut Haaland 75' |       |        | Ullevaalstadion, Oslo Toeschouwers: 19.634 Scheidsrechter: Mikkel Redder (DEN) Video-assistent: Jonas Hansen (DEN) |

|                                                                     |                                                                     |       |                          | |
| 8 juni Vriendschappelijk № 891 «onderlinge duels» 19:30 uur (UTC+2) | Denemarken                                                          | 3 – 1 | Noorwegen                | Brøndbystadion, Brøndby Toeschouwers: 23.390 Scheidsrechter: Stéphanie Frappart (FRA) Video-assistent: Benoît Millot (FRA) |
| 8 juni Vriendschappelijk № 891 «onderlinge duels» 19:30 uur (UTC+2) | Pierre-Emile Højbjerg 12' Jannik Vestergaard 21' Yussuf Poulsen 90' |       | 72' Erling Braut Haaland | Brøndbystadion, Brøndby Toeschouwers: 23.390 Scheidsrechter: Stéphanie Frappart (FRA) Video-assistent: Benoît Millot (FRA) |

|                                                                                     |            |       |           | |
| 6 september UEFA Nations League Groep B3 № 892 «onderlinge duels» 19:00 uur (UTC+5) | Kazachstan | 0 – 0 | Noorwegen | Centraalstadion, Almaty Toeschouwers: 23.173 Scheidsrechter: Allard Lindhout (NED) Video-assistent: Rob Dieperink (NED) |
| 6 september UEFA Nations League Groep B3 № 892 «onderlinge duels» 19:00 uur (UTC+5) |            |       |           | Centraalstadion, Almaty Toeschouwers: 23.173 Scheidsrechter: Allard Lindhout (NED) Video-assistent: Rob Dieperink (NED) |

|                                                                                     |                                              |       |                     | |
| 9 september UEFA Nations League Groep B3 № 893 «onderlinge duels» 20:45 uur (UTC+2) | Noorwegen                                    | 2 – 1 | Oostenrijk          | Ullevaalstadion, Oslo Toeschouwers: 23.171 Scheidsrechter: Nikola Dabanović (MNE) Video-assistent: Jérôme Brisard (FRA) |
| 9 september UEFA Nations League Groep B3 № 893 «onderlinge duels» 20:45 uur (UTC+2) | Felix Horn Myhre 9' Erling Braut Haaland 80' |       | 37' Marcel Sabitzer | Ullevaalstadion, Oslo Toeschouwers: 23.171 Scheidsrechter: Nikola Dabanović (MNE) Video-assistent: Jérôme Brisard (FRA) |

|                                                                                    |                                                                        |       |          | |
| 10 oktober UEFA Nations League Groep B3 № 894 «onderlinge duels» 20:45 uur (UTC+2) | Noorwegen                                                              | 3 – 0 | Slovenië | Ullevaalstadion, Oslo Toeschouwers: 23.341 Scheidsrechter: Manfredas Lukjančukas (LTU) Video-assistent: Christian Dingert (GER) |
| 10 oktober UEFA Nations League Groep B3 № 894 «onderlinge duels» 20:45 uur (UTC+2) | Erling Braut Haaland 7' Alexander Sørloth 52' Erling Braut Haaland 62' |       |          | Ullevaalstadion, Oslo Toeschouwers: 23.341 Scheidsrechter: Manfredas Lukjančukas (LTU) Video-assistent: Christian Dingert (GER) |

|                                                                                    | |       |                       | |
| 13 oktober UEFA Nations League Groep B3 № 895 «onderlinge duels» 20:45 uur (UTC+2) | Oostenrijk | 5 – 1 | Noorwegen             | Raiffeisen Arena, Linz Toeschouwers: 16.500 Scheidsrechter: Tamás Bognár (HUN) Video-assistent: István Vad (HUN) |
| 13 oktober UEFA Nations League Groep B3 № 895 «onderlinge duels» 20:45 uur (UTC+2) | Marko Arnautović 8' Marko Arnautović 49' (pen.) Philipp Lienhart 58' Stefan Posch 62' Michael Gregoritsch 71' |       | 39' Alexander Sørloth | Raiffeisen Arena, Linz Toeschouwers: 16.500 Scheidsrechter: Tamás Bognár (HUN) Video-assistent: István Vad (HUN) |

|                                                                                     |                           |       |                                                                                 | |
| 14 november UEFA Nations League Groep B3 № 896 «onderlinge duels» 20:45 uur (UTC+1) | Slovenië                  | 1 – 4 | Noorwegen                                                                       | Stožicestadion, Ljubljana Toeschouwers: 15.308 Scheidsrechter: Michael Oliver (ENG) Video-assistent: Jarred Gillett (ENG) |
| 14 november UEFA Nations League Groep B3 № 896 «onderlinge duels» 20:45 uur (UTC+1) | Benjamin Šeško 21' (pen.) |       | 4' Antonio Nusa 45' Erling Braut Haaland 59' Antonio Nusa 82' Jens Petter Hauge | Stožicestadion, Ljubljana Toeschouwers: 15.308 Scheidsrechter: Michael Oliver (ENG) Video-assistent: Jarred Gillett (ENG) |

|                                                                                     | |       |            | |
| 17 november UEFA Nations League Groep B3 № 897 «onderlinge duels» 18:00 uur (UTC+1) | Noorwegen | 5 – 0 | Kazachstan | Ullevaalstadion, Oslo Toeschouwers: 23.458 Scheidsrechter: Jasper Vergoote (BEL) Video-assistent: Jan Boterberg (BEL) |
| 17 november UEFA Nations League Groep B3 № 897 «onderlinge duels» 18:00 uur (UTC+1) | Erling Braut Haaland 23' Erling Braut Haaland 37' Alexander Sørloth 41' Erling Braut Haaland 71' Antonio Nusa 76' |       |            | Ullevaalstadion, Oslo Toeschouwers: 23.458 Scheidsrechter: Jasper Vergoote (BEL) Video-assistent: Jan Boterberg (BEL) |

### 2025
|                                                                             |          | |           | |
| 22 maart WK-kwalificatie Groep I № 898 «onderlinge duels» 19:00 uur (UTC+2) | Moldavië | 0 – 5                                                                                               | Noorwegen | Zimbrustadion, Chisinau Toeschouwers: 9.342 Scheidsrechter: Matej Jug (SVN) Video-assistent: Asmir Sagrkovič (SVN) |
| 22 maart WK-kwalificatie Groep I № 898 «onderlinge duels» 19:00 uur (UTC+2) |          | 5' Julian Ryerson 23' Erling Braut Haaland 38' Thelo Aasgaard 43' Alexander Sørloth 69' Aron Dønnum |           | Zimbrustadion, Chisinau Toeschouwers: 9.342 Scheidsrechter: Matej Jug (SVN) Video-assistent: Asmir Sagrkovič (SVN) |

|                                                                             |                                          |       |                                                                                           | |
| 25 maart WK-kwalificatie Groep I № 899 «onderlinge duels» 20:45 uur (UTC+1) | Israël                                   | 2 – 4 | Noorwegen                                                                                 | Nagyerdei-stadion, Debrecen (Hongarije) Toeschouwers: 1.200 Scheidsrechter: Chris Kavanagh (ENG) Video-assistent: Michael Salisbury (ENG) |
| 25 maart WK-kwalificatie Groep I № 899 «onderlinge duels» 20:45 uur (UTC+1) | Mohammad Abu Fani 55' Dor Turgeman 90+3' |       | 39' David Møller Wolfe 59' Alexander Sørloth 65' Kristoffer Ajer 83' Erling Braut Haaland | Nagyerdei-stadion, Debrecen (Hongarije) Toeschouwers: 1.200 Scheidsrechter: Chris Kavanagh (ENG) Video-assistent: Michael Salisbury (ENG) |

|                                                                           |                                                           |       |        | |
| 6 juni WK-kwalificatie Groep I № 900 «onderlinge duels» 20:45 uur (UTC+2) | Noorwegen                                                 | 3 – 0 | Italië | Ullevaalstadion, Oslo Toeschouwers: 25.796 Scheidsrechter: José María Sánchez Martínez (ESP) Video-assistent: Juan Martínez Munuera (ESP) |
| 6 juni WK-kwalificatie Groep I № 900 «onderlinge duels» 20:45 uur (UTC+2) | Alexander Sørloth 14' Antonio Nusa 34' Erling Haaland 42' |       |        | Ullevaalstadion, Oslo Toeschouwers: 25.796 Scheidsrechter: José María Sánchez Martínez (ESP) Video-assistent: Juan Martínez Munuera (ESP) |

|                                                                           |         |   |           | |
| 9 juni WK-kwalificatie Groep I № 901 «onderlinge duels» 21:45 uur (UTC+3) | Estland | – | Noorwegen | A. Le Coq Arena, Tallinn Toeschouwers: n.n.b. Scheidsrechter: Srđan Jovanović (SRB) Video-assistent: Momčilo Marković (SRB) |
| 9 juni WK-kwalificatie Groep I № 901 «onderlinge duels» 21:45 uur (UTC+3) |         |   |           | A. Le Coq Arena, Tallinn Toeschouwers: n.n.b. Scheidsrechter: Srđan Jovanović (SRB) Video-assistent: Momčilo Marković (SRB) |

|                                                                       |           |   |         |                                                                   |
| 4 september Vriendschappelijk № 902 «onderlinge duels» n.n.b. (UTC+2) | Noorwegen | – | Finland | Ullevaalstadion, Oslo Toeschouwers: n.n.b. Scheidsrechter: n.n.b. |
| 4 september Vriendschappelijk № 902 «onderlinge duels» n.n.b. (UTC+2) |           |   |         | Ullevaalstadion, Oslo Toeschouwers: n.n.b. Scheidsrechter: n.n.b. |

|                                                                                |           |   |          |                                                    |
| 8 september WK-kwalificatie Groep I № 903 «onderlinge duels» 20:45 uur (UTC+2) | Noorwegen | – | Moldavië | n.n.b. Toeschouwers: n.n.b. Scheidsrechter: n.n.b. |
| 8 september WK-kwalificatie Groep I № 903 «onderlinge duels» 20:45 uur (UTC+2) |           |   |          | n.n.b. Toeschouwers: n.n.b. Scheidsrechter: n.n.b. |

|                                                                               |           |   |        |                                                    |
| 11 oktober WK-kwalificatie Groep I № 904 «onderlinge duels» 18:00 uur (UTC+2) | Noorwegen | – | Israël | n.n.b. Toeschouwers: n.n.b. Scheidsrechter: n.n.b. |
| 11 oktober WK-kwalificatie Groep I № 904 «onderlinge duels» 18:00 uur (UTC+2) |           |   |        | n.n.b. Toeschouwers: n.n.b. Scheidsrechter: n.n.b. |

|                                                                      |           |   |               |                                                                   |
| 14 oktober Vriendschappelijk № 905 «onderlinge duels» n.n.b. (UTC+2) | Noorwegen | – | Nieuw-Zeeland | Ullevaalstadion, Oslo Toeschouwers: n.n.b. Scheidsrechter: n.n.b. |
| 14 oktober Vriendschappelijk № 905 «onderlinge duels» n.n.b. (UTC+2) |           |   |               | Ullevaalstadion, Oslo Toeschouwers: n.n.b. Scheidsrechter: n.n.b. |

|                                                                                |           |   |         |                                                    |
| 13 november WK-kwalificatie Groep I № 906 «onderlinge duels» 18:00 uur (UTC+1) | Noorwegen | – | Estland | n.n.b. Toeschouwers: n.n.b. Scheidsrechter: n.n.b. |
| 13 november WK-kwalificatie Groep I № 906 «onderlinge duels» 18:00 uur (UTC+1) |           |   |         | n.n.b. Toeschouwers: n.n.b. Scheidsrechter: n.n.b. |

|                                                                                |        |   |           |                                                    |
| 16 november WK-kwalificatie Groep I № 907 «onderlinge duels» 20:45 uur (UTC+1) | Italië | – | Noorwegen | n.n.b. Toeschouwers: n.n.b. Scheidsrechter: n.n.b. |
| 16 november WK-kwalificatie Groep I № 907 «onderlinge duels» 20:45 uur (UTC+1) |        |   |           | n.n.b. Toeschouwers: n.n.b. Scheidsrechter: n.n.b. |

NFF · A-internationals · Selecties · Bondscoaches · Noors vrouwenelftal · Olympisch elftal · Noorwegen U21 · Noorwegen U20 · Noorwegen U19 · Noorwegen U18 · Noorwegen U17 · Noorwegen U16 · Vrouwen U17
1908 – 1919 ·
1920 – 1929 ·
1930 – 1939 ·
1940 – 1949 ·
1950 – 1959 ·
1960 – 1969 ·
1970 – 1979 ·
1980 – 1989 ·
1990 – 1999 ·
2000 – 2009 ·
2010 – 2019 ·
2020 − 2029
EK 2000
WK 1938 ·
WK 1994 ·
WK 1998
OS 1912 · 
OS 1920 · 
OS 1936 · 
OS 1952 · 
OS 1984
1908 ·
1909 ·
1910 ·
1911 ·
1912 · 
1913 · 
1914 · 
1915 · 
1916 · 
1917 · 
1918 · 
1919 · 
1920 · 
1921 · 
1922 · 
1923 · 
1924 · 
1925 · 
1926 · 
1927 · 
1928 · 
1929 · 
1930 · 
1931 · 
1932 · 
1933 · 
1934 · 
1935 · 
1936 · 
1937 · 
1938 · 
1939 · 
1940 – 1944 · 
1945 · 
1946 · 
1947 · 
1948 · 
1949 · 
1950 · 
1952 · 
1952 · 
1953 · 
1954 · 
1955 · 
1956 · 
1957 · 
1958 · 
1959 · 
1960 · 
1961 · 
1962 · 
1963 · 
1964 · 
1965 · 
1966 · 
1967 · 
1968 · 
1969 · 
1970 · 
1971 · 
1972 · 
1973 · 
1974 · 
1975 · 
1976 · 
1977 · 
1978 · 
1979 · 
1980 · 
1981 · 
1982 · 
1983 · 
1984 · 
1985 · 
1986 · 
1987 · 
1988 · 
1989 · 
1990 ·
1991 · 
1992 · 
1993 · 
1994 · 
1995 · 
1996 · 
1997 · 
1998 · 
1999 · 
2000 · 
2001 · 
2002 · 
2003 · 
2004 · 
2005 · 
2006 · 
2007 · 
2008 · 
2009 · 
2010 · 
2011 · 
2012 · 
2013 · 
2014 · 
2015 · 
2016 · 
2017 · 
2018 ·
2019 ·
2020 ·
2021 ·
2022 ·
2023 ·
2024
Albanië ·
Argentinië ·
Armenië ·
Australië ·
Azerbeidzjan ·
Bahrein ·
België ·
Bermuda ·
Bosnië en Herzegovina ·
Brazilië ·
Bulgarije ·
China ·
Colombia ·
Costa Rica ·
Cyprus ·
Denemarken ·
DDR ·
Duitsland ·
Egypte ·
Engeland ·
Estland ·
Faeröer ·
Finland ·
Frankrijk ·
Georgië ·
Ghana ·
Gibraltar ·
Grenada ·
Griekenland ·
Guatemala ·
Honduras ·
Hongarije ·
Hongkong ·
Ierland ·
IJsland ·
Israël ·
Italië ·
Jamaica ·
Japan ·
Joegoslavië ·
Jordanië ·
Kameroen ·
Kazachstan ·
Koeweit ·
Kosovo ·
Kroatië ·
Letland ·
Litouwen ·
Luxemburg ·
Malta ·
Marokko ·
Mexico ·
Moldavië ·
Montenegro ·
Nederland ·
Nieuw-Zeeland ·
Nigeria ·
Noord-Ierland ·
Noord-Korea ·
Noord-Macedonië ·
Oekraïne ·
Oman ·
Oostenrijk ·
Panama ·
Paraguay ·
Polen ·
Portugal ·
Qatar ·
Roemenië ·
Rusland ·
Saarland ·
San Marino ·
Saoedi-Arabië ·
Schotland ·
Senegal ·
Servië ·
Servië en Montenegro ·
Singapore ·
Slovenië ·
Slowakije ·
Sovjet-Unie ·
Spanje ·
Thailand ·
Trinidad en Tobago ·
Tsjechië ·
Tsjecho-Slowakije ·
Tunesië ·
Turkije ·
Uruguay ·
Verenigde Arabische Emiraten ·
Verenigde Staten ·
Verenigd Koninkrijk ·
Wales ·
Wit-Rusland ·
Zuid-Afrika ·
Zuid-Korea ·
Zweden ·
Zwitserland
CONMEBOL: Argentinië · Bolivia · Brazilië · Chili · Colombia · Ecuador · Paraguay · Peru · Uruguay · Venezuela

UEFA: Albanië · Andorra · Armenië · Azerbeidzjan · België · Bosnië en Herzegovina · Bulgarije · Cyprus · Denemarken · Duitsland · Engeland · Estland · Faeröer · Finland · Frankrijk · Georgië · Gibraltar · Griekenland · Hongarije · IJsland · Ierland · Israël · Italië · Kazachstan · Kosovo · Kroatië · Letland · Liechtenstein · Litouwen · Luxemburg · Malta · Moldavië · Montenegro · Nederland · Noord-Ierland · Noord-Macedonië · Noorwegen · Oekraïne · Oostenrijk · Polen · Portugal · Roemenië · Rusland · San Marino · Schotland · Servië · Slovenië · Slowakije · Spanje · Tsjechië · Turkije · Wales · Wit-Rusland · Zweden · Zwitserland

AFC: Australië · China · Irak · Iran · Japan · Libanon · Oezbekistan · Oman · Qatar · Saoedi-Arabië · Syrië · Verenigde Arabische Emiraten · Vietnam · Zuid-Korea

CAF: Algerije · Burkina Faso · Congo-Kinshasa · Egypte · Ghana · Ivoorkust · Kaapverdië · Kameroen · Mali · Marokko · Nigeria · Senegal · Tunesië · Zuid-Afrika

CONCACAF: Canada · Costa Rica · Curaçao · El Salvador · Honduras · Jamaica · Mexico · Panama · Suriname · Verenigde Staten

OFC: Nieuw-Zeeland